# CloverWorks
CloverWorks Inc. (株式会社クローバーワークス Kabushiki-gaisha KurōbāWākusu?) es un estudio de animación japonés con sede en Suginami, Tokio. Fue una filial de A-1 Pictures hasta el 1 de octubre de 2018, cuando se separó y cambió su nombre de Kōenji Studio (高円寺スタジオ Kōenji Sutajio?) al actual. Actualmente es una subsidiaria de la productora de anime de Sony Music Entertainment Japan, Aniplex.

## Historia
El 1 de abril de 2018, el estudio Kōenji Studio, que había sido responsable de la producción de animaciones como The Idolmaster Series, Saenai Heroine no Sodatekata, Shigatsu wa Kimi no Uso, Vividred Operation, Ano Hi Mita Hana no Namae wo Bokutachi wa Mada Shiranai y Kokoro ga Sakebitagatterunda, cambió su nombre a CloverWorks y comenzó a posicionarse como una marca. El 1 de octubre del mismo año, se estableció como una compañía independiente mediante una escisión parcial de A-1 Pictures, aunque todavía sigue siendo una filial de Aniplex. Ese día también es marcado como la fecha de fundación del estudio. Las producciones que Kōenji Studio había manejado, como The Idolmaster Series, Saenai Heroine no Sodatekata y la obra original Chō Heiwa Busters, continuaron siendo producidas bajo CloverWorks, con el mismo equipo de producción trasladándose a la nueva compañía.
La razón detrás de la escisión de la empresa se debió al crecimiento de la escala de A-1 Pictures. En ese momento, la compañía operaba principalmente con dos estudios, Kōenji Studio y Asagaya Studio. Sin embargo, a medida que aumentaba el número de producciones, la estructura de producción también comenzó a cambiar gradualmente. Como resultado de esto, comenzaron a manifestarse diferencias notables en las personalidades de los equipos y creadores, así como en los procesos de producción, a pesar de que todos pertenecían a la misma compañía. Para permitir que cada estudio pudiera funcionar de manera más autónoma y facilitar la comunicación creativa, se decidió escindir Kōenji Studio en una nueva entidad.
El logo con el trébol de cuatro hojas tiene el siguiente significado: las tres primeras hojas representan a Aniplex, A-1 Pictures y CloverWorks, mientras que la última hoja simboliza a los espectadores.
El 30 de mayo de 2022, Wit Studio, Aniplex y Shueisha realizaron una inversión conjunta para establecer una empresa de planificación y producción de animación llamada JOEN. El cargo de director ejecutivo fue asumido por Yūichi Fukushima, quien era director ejecutivo de CloverWorks, junto con Tetsuya Nakatake de Wit Studio.
En noviembre de 2022, tras la salida del representante de A-1 Pictures, Akira Shimizu, quien fue uno de los fundadores de CloverWorks y su representante, asumió el cargo de presidente y director ejecutivo de A-1 Pictures.

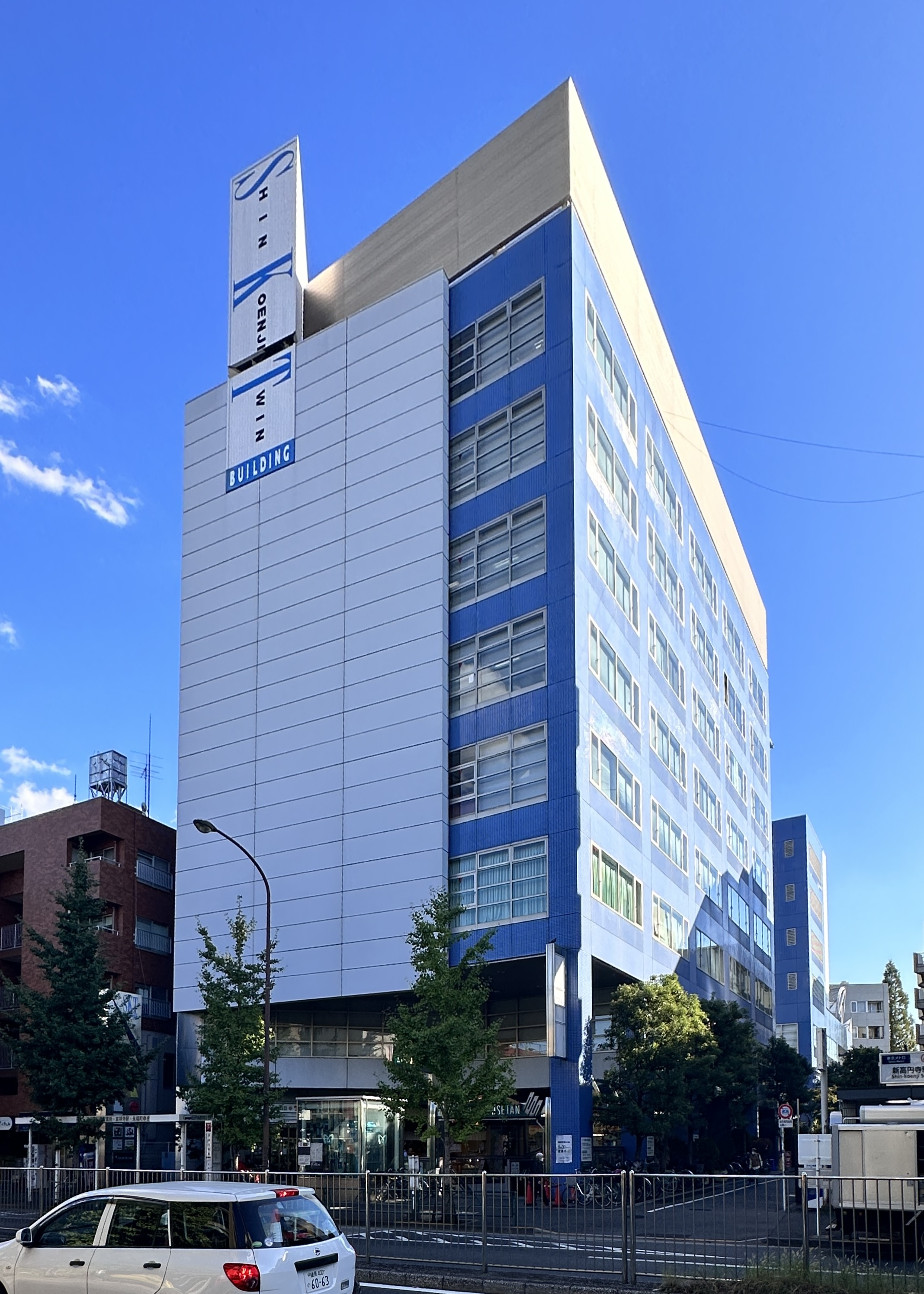
Edificio donde la sede central de la compañía estuvo ubicada hasta 2024 (Shin Koenji Twin).

En la primavera de 2024, como parte de la expansión de su negocio, impulsada por la mejora de la colaboración entre departamentos y el fortalecimiento de la capacidad interna, la sede central se trasladó desde el edificio Shin Koenji Twin, en la calle Umezato 1-7-7, Suginami, a la planta 30 del edificio Nakano Sakaue Sunbright Twin, en la calle Honmachi 2-46-1, Nakano, Tokio, integrando todas las ubicaciones en una sola nueva sede central.

## Entorno de producción
Todas las secciones y estructuras se han centralizado en la nueva sede en el edificio Nakano Sakaue Sunbright Twin. Los pisos 27 a 30 están destinados a los departamentos de negocios creativos (dirección, animación, acabado, arte y cinematografía), el departamento de producción (gestión de producción, guion, licencias) y el departamento de operaciones (marketing, merchandising). Además, en el noveno piso se encuentra la sede de Boundary, un estudio de CGI 3D, que también está dirigido por Akira Shimizu, quien ocupa el mismo cargo en esta empresa.
La mayoría de las obras principales de producción son planificadas y producidas por la empresa matriz Aniplex. En la serie Spy × Family, se formó un comité de producción que incluía a empresas fuera de Aniplex, como Tōhō, marcando la primera vez que participaron en la inversión y producción de una obra tras la fundación de la compañía. A partir de los proyectos del periodo de abril de 2024 en adelante, incluso en las obras en las que Aniplex sigue siendo responsable de la planificación y producción, también empezaron a realizar inversiones y participar en el comité de producción. Akira Shimizu, el director, estuvo involucrado en la planificación, mientras que Yūichi Fukushima y Takamasa Inoue participaron como productores en la parte de la producción.

### Departamento de Negocios Creativos
El Departamento de Negocios Creativos cuenta con las secciones necesarias para la producción de animación, incluyendo la "Sala de Dirección y Animación", la "Sala de Acabado", la "Sala de Arte" y la "Sala de Cinematografía". En cuanto a la producción de 3DCGI, en lugar de contar con un departamento interno, la empresa matriz, Aniplex, realiza toda la inversión, y el estudio de CGI 3D Boundary, dirigido por Akira Shimizu, quien también es el representante de CloverWorks, se encarga principalmente de esta área.
El acabado (coloración), el arte de fondo y el procesamiento de cinematografía son principalmente manejados por el equipo interno de la empresa. Sin embargo, debido a que la compañía asume múltiples proyectos al año, algunos trabajos pueden externalizar estos procesos a estudios especializados en acabado, arte y cinematografía. En cuanto a la 3DCG, en muchos de los proyectos, la empresa relacionada Boundary se encarga de esta parte.
En cada sección, la empresa pone un gran énfasis en la formación de su personal. En la "Sala de Dirección y Animación", Yūichi Ōka, quien fue el diseñador de personajes y supervisor general de animación en Kimi no Suizō o Tabetai y To Love-Ru, actúa como supervisor de formación de animadores y guía a los jóvenes talentos. Desde Akebi-chan no Sailor-fuku, los animadores que recibieron su formación hicieron su debut como animadores clave. Además, en el episodio 37 de Spy × Family, que se emitió en 2023, la animación clave, supervisión de animación y revisión de videos fueron realizados únicamente por empleados de la empresa que fueron formados internamente, desde los primeros empleados hasta los más recientes, contratados en la primera fase de la compañía. También se lleva a cabo la formación de directores, con Nobuaki Wakabayashi a cargo de la formación en este área.
Además del equipo interno de la sede central, la "Sala de Animación y Acabado Internacional de CloverWorks" también se encarga de algunas partes de los procesos de animación clave, vídeos y acabado.
En el pasado, la animación se realizaba principalmente de manera analógica, utilizando papel y lápiz. Sin embargo, en colaboración con A-1 Pictures, la empresa matriz Sony Music Entertainment y la plataforma de desarrollo de negocios del grupo Sony han estado promoviendo la implementación del software de producción de animación AnimeCanvas, desarrollado específicamente para la industria de la animación.

#### Jefes de sección, asesores y supervisores de capacitación
- Masaga Tanaka - (Asesor de la Sala de Dirección y Animación, Departamento de Negocios Creativos)
- Yūichi Ōka - (Supervisor de formación de animadores, Sala de Dirección y Animación, Departamento de Negocios Creativos)
- Nobu Wakabayashi - (Responsable de la formación de directores)
- Kazuko Nakajima - (Jefa de la Sala de Acabado, Departamento de Negocios Creativos)
- Hisayo Usui - (Jefa de la Sala de Arte, Departamento de Negocios Creativos)
- Yuya Sakuma - (Jefe de la Sala de Cinematografía, Departamento de Negocios Creativos)

### Departamento de Producción
El Departamento de Producción se encarga de la producción, la gestión del avance de la producción y, además, cuenta con un equipo denominado "Licensing Room", que se ocupa de la supervisión y corrección de diversos materiales como textos, libros, productos y ilustraciones. La supervisión general de la producción está a cargo de Akira Shimizu, presidente y director ejecutivo de la empresa. Los productores son Yūichi Fukushima y Takamasa Inoue. Además, la empresa cuenta con varios otros productores de animación, como Shōta Umehara, Shun'ichi Tsuji, Takumi Kabe, Taito Itō, Keisuke Yonezawa, Shō Someno y Yoshiki Haneda, quienes se encargan de múltiples series de anime y películas anuales en equipos dedicados. También, dentro del equipo de producción, Rino Yamazaki, quien trabaja en la gestión de la producción, ha estado a cargo de la estructura de la serie y el guion en recientes obras como Akebi-chan no Sailor-fuku y UniteUp!. Además, otro miembro del equipo de producción, Honoka Katō, ha sido responsable del guion de varios episodios en Spy × Family y UniteUp!, demostrando el esfuerzo de la compañía en la formación de guionistas.

## Producciones

### Anime

#### Series de televisión
| Año  | Título                                                                                  | Director             | Fecha de primera transmisión | Fecha de última transmisión | Eps. | Notas                                                                                       | Refs.                       |
| ---- | --------------------------------------------------------------------------------------- | -------------------- | ---------------------------- | --------------------------- | ---- | ------------------------------------------------------------------------------------------- | --------------------------- |
| 2018 | Slow Start                                                                              | Hiroyuki Hashimoto   | 7 de enero de 2018           | 25 de marzo de 2018         | 12   | Adaptación del manga escrito e ilustrado por Yuiko Tokumi.                                  | [ 27 ]                      |
| 2018 | Darling in the Franxx                                                                   | Atsushi Nishigori    | 13 de enero de 2018          | 7 de julio de 2018          | 24   | Historia original. Coproducción junto a Trigger.                                            | [ 28 ]                      |
| 2018 | Persona 5: The Animation                                                                | Masashi Ishihama     | 7 de abril de 2018           | 29 de septiembre de 2018    | 26   | Adaptación del videojuego desarrollado por Atlus.                                           | [ 29 ]                      |
| 2018 | Seishun Buta Yarō wa Bunny Girl Senpai no Yume wo Minai                                 | Sōichi Masui         | 4 de octubre de 2018         | 27 de diciembre de 2018     | 13   | Adaptación de la novela ligera escrita por Hajime Kamoshida e ilustrada por Kēji Mizoguchi. | [ 30 ]                      |
| 2018 | Dakaretai Otoko 1-i ni Odosarete Imasu.                                                 | Naoyuki Tatsuwa      | 6 de octubre de 2018         | 28 de diciembre de 2018     | 13   | Adaptación del manga escrito e ilustrado por Hashigo Sakurabi.                              | [ 31 ]                      |
| 2018 | Ace Attorney Season 2                                                                   | Ayumu Watanabe       | 6 de octubre de 2018         | 30 de marzo de 2019         | 23   | Secuela de Ace Attorney.                                                                    | [ 32 ]                      |
| 2018 | Fairy Tail: Final Series                                                                | Shinji Ishihira      | 7 de octubre de 2018         | 29 de septiembre de 2019    | 51   | Secuela de Fairy Tail (2014). Coproducción junto a A-1 Pictures y Bridge.                   | [ 33 ]                      |
| 2019 | The Promised Neverland                                                                  | Mamoru Kanbe         | 10 de enero de 2019          | 28 de marzo de 2019         | 12   | Adaptación del manga escrito por Kaiu Shirai e ilustrado por Posuka Demizu.                 | [ 34 ]                      |
| 2019 | Fate/Grand Order - Absolute Demonic Front: Babylonia                                    | Toshifumi Akai       | 5 de octubre de 2019         | 21 de marzo de 2020         | 21   | Adaptación del videojuego desarrollado por Delightworks.                                    | [ 35 ]                      |
| 2020 | Norimono Man Mobile Land no Car-kun                                                     | Shinobu Sasaki       | 2 de abril de 2020           | 24 de marzo de 2022         | 104  | Proyecto multimedia para niños de Aniplex y Sony Music Entertainment Japan.                 | [ 36 ]                      |
| 2020 | Fugō Keiji Balance: Unlimited                                                           | Tomohiko Itō         | 9 de abril de 2020           | 24 de septiembre de 2020    | 11   | Adaptación de la novela escrita por Yasutaka Tsutsui.                                       | [ 37 ] [ 38 ]               |
| 2021 | The Promised Neverland Season 2                                                         | Mamoru Kanbe         | 7 de enero de 2021           | 25 de marzo de 2021         | 11   | Secuela de The Promised Neverland.                                                          | [ 39 ] [ 40 ]               |
| 2021 | Horimiya                                                                                | Masashi Ishihama     | 9 de enero de 2021           | 3 de abril de 2021          | 13   | Adaptación del manga escrito por HERO e ilustrado por Daisuke Hagiwara.                     | [ 41 ]                      |
| 2021 | Wonder Egg Priority                                                                     | Shin Wakabayashi     | 12 de enero de 2021          | 30 de marzo de 2021         | 12   | Historia original.                                                                          | [ 42 ]                      |
| 2021 | Shadows House                                                                           | Kazuki Ohashi        | 11 de abril de 2021          | 4 de julio de 2021          | 13   | Adaptación del manga escrito e ilustrado por el dúo de creadores So-ma-to's.                | [ 43 ]                      |
| 2022 | Tokyo 24-ku                                                                             | Naokatsu Tsuda       | 5 de enero de 2022           | 6 de abril de 2022          | 12   | Historia original.                                                                          | [ 44 ]                      |
| 2022 | Akebi-chan no Sailor-fuku                                                               | Miyuki Kuroki        | 9 de enero de 2022           | 27 de marzo de 2022         | 12   | Adaptación del manga escrito e ilustrado por Hiro.                                          | [ 45 ]                      |
| 2022 | Sono Bisque Doll wa Koi o Suru                                                          | Keisuke Shinohara    | 8 de enero de 2022           | 26 de marzo de 2022         | 12   | Adaptación del manga escrito e ilustrado por Shinichi Fukuda.                               | [ 46 ]                      |
| 2022 | Spy × Family                                                                            | Kazuhiro Furuhashi   | 9 de abril de 2022           | 25 de junio de 2022         | 12   | Adaptación del manga escrito e ilustrado por Tatsuya Endō. Coproducción junto a Wit Studio. | [ 47 ]                      |
| 2022 | Kunoichi Tsubaki no Mune no Uchi                                                        | Takuhiro Kadochi     | 9 de abril de 2022           | 2 de julio de 2022          | 13   | Adaptación del manga escrito e ilustrado por Sōichirō Yamamoto.                             | [ 48 ]                      |
| 2022 | Shadows House 2nd Season                                                                | Kazuki Ohashi        | 9 de julio de 2022           | 24 de septiembre de 2022    | 12   | Secuela Shadows House.                                                                      | [ 49 ]                      |
| 2022 | Spy × Family Part 2                                                                     | Kazuhiro Furuhashi   | 1 de octubre de 2022         | 24 de diciembre de 2022     | 13   | Secuela de Spy × Family. Coproducción junto a Wit Studio.                                   | [ 50 ]                      |
| 2022 | Bocchi the Rock!                                                                        | Keiichirō Saitō      | 8 de octubre de 2022         | 24 de diciembre de 2022     | 12   | Adaptación del manga escrito e ilustrado por Aki Hamaji.                                    | [ 51 ]                      |
| 2023 | UniteUp!                                                                                | Shin'ichiro Ushijima | 7 de enero de 2023           | 15 de abril de 2023         | 12   | Basado en un proyecto multimedia de Sony Music Entertainment Japan.                         | [ 52 ]                      |
| 2023 | Horimiya: Piece                                                                         | Masashi Ishihama     | 1 de julio de 2023           | 23 de septiembre de 2023    | 13   | Relacionado con Horimiya.                                                                   | [ 53 ]                      |
| 2023 | Spy × Family Season 2                                                                   | Kazuhiro Furuhashi   | 7 de octubre de 2023         | 23 de diciembre de 2023     | 12   | Secuela de Spy × Family Part 2. Coproducción junto a Wit Studio.                            | [ 54 ] [ 55 ]               |
| 2024 | Wind Breaker                                                                            | Toshifumi Akai       | 5 de abril de 2024           | 28 de junio de 2024         | 13   | Adaptación del manga escrito e ilustrado por Satoru Nii.                                    | [ 56 ] [ 57 ] [ 58 ]        |
| 2024 | Kuroshitsuji: Kishuku Gakkō-hen                                                         | Kenjirō Okada        | 13 de abril de 2024          | 22 de junio de 2024         | 11   | Secuela de Kuroshitsuji Movie: Book of the Atlantic .                                       | [ 59 ]                      |
| 2024 | Nige Jōzu no Wakagimi                                                                   | Yuta Yamazaki        | 6 de julio de 2024           | 28 de septiembre de 2024    | 12   | Adaptación del manga escrito e ilustrado por Yūsei Matsui.                                  | [ 60 ] [ 61 ] [ 62 ] [ 63 ] |
| 2025 | UniteUp! -Uni:Birth-                                                                    | Shin'ichiro Ushijima | 11 de enero de 2025          | 6 de abril de 2025          | 12   | Secuela de UniteUp!.                                                                        | [ 64 ] [ 65 ]               |
| 2025 | Guild no Uketsuke Jō Desu ga, Zangyō wa Iyananode Boss o Solo Tōbatsu Shiyō to Omoimasu | Tsuyoshi Nagasawa    | 11 de enero de 2025          | 29 de marzo de 2025         | 12   | Adaptación de la novela ligera escrita por Mato Kousaka e ilustrada por Gaou.               | [ 66 ] [ 67 ]               |
| 2025 | Wind Breaker Season 2                                                                   | Toshifumi Akai       | 4 de abril de 2025           | 20 de junio de 2025         | 12   | Secuela de Wind Breaker.                                                                    | [ 68 ] [ 69 ] [ 70 ]        |
| 2025 | Kuroshitsuji: Midori no Majo-hen                                                        | Kenjirō Okada        | 5 de abril de 2025           | 28 de junio de 2025         | 13   | Secuela de Kuroshitsuji: Kishuku Gakkō-hen.                                                 | [ 71 ] [ 72 ] [ 73 ]        |
| 2025 | Seishun Buta Yarō wa Bunny Girl Senpai no Yume wo Minai                                 | Sōichi Masui         | 5 de julio de 2025           | —                           | 13   | Secuela de Seishun Buta Yarō wa Ransel Girl no Yume wo Minai.                               | [ 74 ] [ 75 ]               |
| 2025 | Sono Bisque Doll wa Koi o Suru Season 2                                                 | Keisuke Shinohara    | 6 de julio de 2025           | —                           | 12   | Secuela de Sono Bisque Doll wa Koi o Suru.                                                  | [ 76 ] [ 77 ]               |
| 2025 | Kaoru Hana wa Rin to Saku                                                               | Miyuki Kuroki        | 6 de julio de 2025           | —                           | 13   | Adaptación del manga escrito e ilustrado por Saka Mikami.                                   | [ 78 ] [ 79 ] [ 80 ]        |
| 2025 | Spy × Family Season 3                                                                   | Yukiko Imai          | Octubre de 2025              | —                           | —    | Secuela de Spy × Family Season 2. Coproducción junto a Wit Studio.                          | [ 81 ]                      |
| —    | Bocchi the Rock! 2nd Season                                                             | Yūsuke Yamamoto      | —                            | —                           | —    | Secuela de Bocchi the Rock!.                                                                | [ 82 ]                      |

#### Películas
| Año  | Título                                                             | Director                      | Duración | Nota(s)                                                             | Refs.         |
| ---- | ------------------------------------------------------------------ | ----------------------------- | -------- | ------------------------------------------------------------------- | ------------- |
| 2019 | Seishun Buta Yarō wa Yumemiru Shōjo no Yume wo Minai               | Sōichi Masui                  | 90m      | Secuela de Seishun Buta Yarō wa Bunny Girl Senpai no Yume wo Minai. | [ 83 ]        |
| 2019 | Sora no Aosa o Shiru Hito yo                                       | Miyuki Kuroki Tatsuyuki Nagai | 106m     | Historia original.                                                  | [ 84 ]        |
| 2019 | Saekano the Movie: Finale                                          | Kanta Kamei Akihisa Shibata   | 114m     | Secuela de Saekano: How to Raise a Boring Girlfriend Flat.          | [ 85 ]        |
| 2021 | Fate/Grand Order Final Singularity - Grand Temple of Time: Solomon | Toshifumi Akai                | 94m      | Secuela de Fate/Grand Order - Absolute Demonic Front: Babylonia.    | [ 86 ]        |
| 2021 | Dakaichi: Spain Arc                                                | Naoyuki Tatsuwa               | 78m      | Secuela de Dakaretai Otoko 1-i ni Odosarete Imasu.                  | [ 87 ]        |
| 2023 | Seishun Buta Yarō wa Odekake Sister no Yume wo Minai               | Sōichi Masui                  | 73m      | Secuela de Seishun Buta Yarō wa Yumemiru Shōjo no Yume wo Minai.    | [ 88 ]        |
| 2023 | Seishun Buta Yarō wa Ransel Girl no Yume wo Minai                  | Sōichi Masui                  | 75m      | Secuela de Seishun Buta Yarō wa Odekake Sister no Yume wo Minai.    |               |
| 2023 | Spy x Family Movie: Code: White                                    | Takashi Katagiri              | 120m     | Historia original de Spy × Family. Coproducción junto a Wit Studio. | [ 89 ]        |
| 2024 | Trapezium                                                          | Kazumi Takayama               | 94m      | Adaptación de la novela escrita por Kazumi Takayama.                | [ 90 ]        |
| 2024 | Bocchi the Rock! Re:                                               | Keiichirō Saitō               | 92m      | Película recopilatoria de Bocchi the Rock!.                         | [ 91 ]        |
| 2024 | Bocchi the Rock! Re:Re:                                            | Keiichirō Saitō               | 77m      | Película recopilatoria de Bocchi the Rock!.                         | [ 91 ]        |
| 2024 | Fureru                                                             | Tatsuyuki Nagai               | 106m     | Historia original.                                                  | [ 92 ]        |
| 2025 | Grotesque                                                          | Atsushi Nishigori             | —        | Historia original.                                                  | [ 93 ] [ 94 ] |

#### ONAs
| Año  | Título                                | Director          | Fecha de primera transmisión | Fecha de última transmisión | Eps. | Nota(s)                                                                | Refs.  |
| ---- | ------------------------------------- | ----------------- | ---------------------------- | --------------------------- | ---- | ---------------------------------------------------------------------- | ------ |
| 2020 | Sakura Kakumei: Hanasaku Otome-tachi  | Yūki Itō          | 2 de septiembre de 2020      | 2 de septiembre de 2020     | 1    | Adaptación del videojuego desarrollado por Delightworks.               | [ 95 ] |
| 2021 | Powerful Pro Yakyū: Powerful Kōkō-hen | Tetsuaki Watanabe | 20 de marzo de 2021          | 4 de abril de 2021          | 4    | Adaptación del videojuego desarrollado por Konami.                     | [ 96 ] |
| 2021 | Voy@ger                               | Atsushi Nishigori | 25 de agosto de 2021         | 25 de agosto de 2021        | 1    | Adaptación del videojuego desarrollado por Bandai Namco Entertainment. | [ 97 ] |

#### OVAs
| Año  | Título                                               | Director         | Fecha de primera transmisión | Fecha de última transmisión | Eps. | Nota(s)                                                     | Refs.  |
| ---- | ---------------------------------------------------- | ---------------- | ---------------------------- | --------------------------- | ---- | ----------------------------------------------------------- | ------ |
| 2019 | Persona 5: The Animation - Proof of Justice          | Masashi Ishihama | 29 de mayo de 2019           | 29 de mayo de 2019          | 1    | OVA incluida con el volumen 11 de Persona 5: The Animation. | [ 98 ] |
| 2019 | Persona 5: The Animation - A Magical Valentine's Day | Masashi Ishihama | 26 de junio de 2019          | 26 de junio de 2019         | 1    | OVA incluida con el volumen 12 de Persona 5: The Animation. | [ 98 ] |

#### Especiales
| Año  | Título                      | Director         | Fecha de primera transmisión | Fecha de última transmisión | Eps. | Nota(s)                               | Refs.  |
| ---- | --------------------------- | ---------------- | ---------------------------- | --------------------------- | ---- | ------------------------------------- | ------ |
| 2021 | Wonder Egg Priority Special | Shin Wakabayashi | 30 de junio de 2021          | 30 de junio de 2021         | 1    | Capítulo final de Wonder Egg Priority | [ 99 ] |

### Videojuegos
| Año  | Título                           | Fecha de lanzamiento     | Nota(s)               | Refs.   |
| ---- | -------------------------------- | ------------------------ | --------------------- | ------- |
| 2018 | Persona Q2: New Cinema Labyrinth | 29 de noviembre de 2018  | PV de animación       |         |
| 2023 | Fate/Samurai Remnant             | 28 de septiembre de 2023 | Animación de apertura | [ 100 ] |

### Videos musicales
| Año  | Título                          | Cantante(s)          | Fecha de lanzamiento    | Nota(s)                       | Refs.   |
| ---- | ------------------------------- | -------------------- | ----------------------- | ----------------------------- | ------- |
| 2019 | For Kimi ni Okuru Uta           | The Sxplay           | 9 de abril de 2019      |                               | [ 101 ] |
| 2019 | Cinderella                      | Ace Collection       | 3 de septiembre de 2019 | Coproducción junto a Maxilla. | [ 102 ] |
| 2020 | Tokyo Autumn Session            | HoneyWorks           | 24 de enero de 2020     |                               | [ 103 ] |
| 2020 | Yakusoku                        | Eve                  | 23 de octubre de 2020   | [ 104 ]                       |         |
| 2021 | Sangenshoku                     | Yoasobi              | 3 de julio de 2021      | [ 105 ]                       |         |
| 2021 | Makafushigi                     | Gran Saga × Radwimps | 25 de octubre de 2021   | [ 106 ]                       |         |
| 2022 | Kumorizora no Mukō wa Hareteiru | 22/7                 | 26 de julio de 2022     | [ 107 ]                       |         |
| 2022 | 1000-man-kai Hug Nanda          | Dialogue+            | 21 de diciembre de 2022 | [ 108 ]                       |         |
| 2022 | Shirayuki                       | Eve                  | 23 de diciembre de 2022 | [ 109 ]                       |         |